# Влевськ
Влевськ (пол. Wlewsk) — село в Польщі, у гміні Лідзбарк Дзялдовського повіту Вармінсько-Мазурського воєводства.
Населення — 344 особи (2011).

## Демографія
Демографічна структура станом на 31 березня 2011 року:
|          | Загалом | Допрацездатний вік | Працездатний вік | Постпрацездатний вік |
| -------- | ------- | ------------------ | ---------------- | -------------------- |
| Чоловіки | 166     | 34                 | 114              | 18                   |
| Жінки    | 178     | 43                 | 103              | 32                   |
| Разом    | 344     | 77                 | 217              | 50                   |